# Eupetochira
Eupetochira är ett släkte av fjärilar. Eupetochira ingår i familjen plattmalar.
Kladogram enligt Catalogue of Life:
| Eupetochira | \| \| Eupetochira axysta \| \| \| \| \| \| Eupetochira xystopala \| \| \| \| |
|             | \| \| Eupetochira axysta \| \| \| \| \| \| Eupetochira xystopala \| \| \| \| |
|             | Eupetochira axysta                                                           |
|             |                                                                              |
|             | Eupetochira xystopala                                                        |
|             |                                                                              |